# Taschkent (Schiff)
Die Taschkent war ein Großzerstörer der sowjetischen Marine (russisch Военно-Морской Флот СССР Wojenno-Morskoi Flot SSSR) im Zweiten Weltkrieg. Sie wurde nach der Hauptstadt Usbekistans benannt. Das Schiff wurde 1942 durch einen Luftangriff versenkt. Die Taschkent sollte das Typschiff der Taschkent-Klasse werden, blieb aber, aufgrund des Kriegsausbruchs, ein Einzelschiff.

## Baugeschichte
Die Taschkent wurde für die sowjetische Marine in der Werft „Cantiere navale fratelli Orlando“ in Livorno gebaut. Die italienischen Schiffsbauer lackierten das Schiff für die Überführung in dem bei der Regia Marina üblichen Lichtblau. Die russischen Matrosen gaben dem Schiff deshalb den Kosenamen Blaue Schönheit (russisch Голубая красавица) und Blauer Kreuzer (russisch синий крейсер). Am 6. Mai 1939 wurde das Schiff in Odessa an die Sowjetunion übergeben. Die Ausrüstung des Schiffes dauerte bis zur Indienststellung am 22. Oktober 1940. Im Juni 1941 erfolgte die Umrüstung der Bewaffnung auf neue Hauptgeschütze und Verstärkung der Flakbewaffnung.

## Verbleib
Am 2. Juli 1942, kurz vor Ende der Schlacht um Sewastopol, nahm die Taschkent 2100 Verwundete an Bord, um sie nach Noworossijsk zu evakuieren. Auf dem Marsch wurde das Schiff von mehreren Bombern angegriffen. Es erhielt zwar keinen direkten Treffer, wurde aber durch Schockwellen und Bombensplitter schwer beschädigt. Der Rumpf nahm an mehreren Stellen Wasser auf, ein Maschinenraum wurde geflutet und das Steuer beschädigt. 3 Mannschaftsmitglieder und 56 der geretteten Passagiere wurden dabei getötet und weitere Mannschaften verwundet. Von Noworossijsk aus kamen dem Schiff mehrere andere Schiffe zu Hilfe, darunter die Zerstörer Soobrazitelny und Bditelny, das Bergungsschiff Jupiter, der Schlepper Tschernomor und 30 kleinere Boote. Die Soobrazitelny übernahm 1975 Verwundete und die Bditelny nahm die Taschkent in Schlepp. In Noworossijsk angekommen, wurde der Hafen von Junkers Ju 88 der I./KG 76, unterstützt von Teilen des I./KG 100, angegriffen. Dabei wurden die Taschkent, die Bditelny und die Tschernomor versenkt. Im Jahre 1943 wurde das gesunkene Schiff untersucht und dabei festgestellt, dass beide Kessel und beide Dampfturbinen zerstört waren. Der Rumpf wies an mehreren Stellen Lecks auf, die Decks und die Struktur waren schwer beschädigt und der Kiel gebrochen. Bergungsoperationen begannen am 13. Januar 1944, aber erst am 30. August 1944 konnte das Schiff zum Aufschwimmen gebracht werden und auf eine Sandbank nahe dem Hafen gestrandet werden. Aufgrund der schweren Beschädigungen blieb das Schiff dort bis nach dem Krieg liegen, bevor es nach Nikolajew zum Abwracken geschleppt wurde.